# Nieciki
Nieciki [ɲeˈt͡ɕiki] est un village polonais de la gmina de Wąsosz dans le powiat de Grajewo et dans la voïvodie de Podlachie. Il se situe à environ 8 kilomètres au sud-ouest de Wąsosz, à 24 kilomètres au sud-ouest de Grajewo et à 72 kilomètres au nord-ouest de Białystok. 